# Sominot
Sominot è una municipalità di quinta classe delle Filippine, situata nella Provincia di Zamboanga del Sur, nella regione della Penisola di Zamboanga.
Sominot è formata da 18 baranggay:
- Bag-ong Baroy
- Bag-ong Oroquieta
- Barubuhan
- Bulanay
- Datagan
- Eastern Poblacion
- Lantawan
- Libertad
- Lumangoy
- New Carmen
- Picturan
- Poblacion
- Rizal
- San Miguel
- Santo Niño
- Sawa
- Tungawan
- Upper Sicpao